# Seznam britanskih plesalcev
Seznam britanskih plesalcev.

## A
- Frederick Ashton

## B
- Darren Bennett

## C
- Irene Castle
- Vernon Castle

## D
- Peter Darrell
- Anton Dolin

## F
- Keith Flint
- Margot Fonteyn

## H
- Francesca Hayward
- Tom Holland

## K
- Lindsay Kemp

## M
- Wayne McGregor
- Friderica Derra de Moroda

## S
- Moira Shearer

## V
- Ninette de Valois

## W
- David Wall